# La Portella
La Portella település Spanyolországban, Lleida tartományban. La Portella Alguaire, Albesa, Corbins és Vilanova de Segrià községekkel határos. Lakosainak száma 735 fő (2024).

## Népesség
A település népessége az utóbbi években az alábbiak szerint változott:
| Lakosok száma | 37   | 572  | 624  | 653  | 628  | 713  | 775  | 750  | 728  | 735  |
|               | 1717 | 1887 | 1936 | 1960 | 1986 | 2004 | 2009 | 2014 | 2019 | 2024 |